# Niko Romito
Niko Romito (Castel di Sangro, 30 aprile 1974) è un cuoco e imprenditore italiano.

## Biografia
Nato a Castel di Sangro, dopo un'infanzia passata a Rivisondoli si trasferì a Roma per studiare economia. A venticinque anni, in seguito alla morte improvvisa del padre, decise di abbandonare gli studi per diventare cuoco autodidatta e gestire, insieme alla sorella Cristiana, il ristorante Reale a Rivisondoli, originariamente nato come pasticceria di famiglia. Per sette anni forma e contribuisce al successo del suo sous chef Cristian Torsiello.
Nel 2011 Romito trasferì il ristorante Reale presso un ex monastero del 1500 a Castel di Sangro, rinominandolo "Casadonna" e inaugurando una scuola di cucina professionale. Nel 2013 fondò una rete di ristoranti-laboratori gestiti dai diplomati della scuola, con sedi a Milano e Roma.
Nel 2016 presentò il progetto "IN-Intelligenza Nutrizionale", protocollo scientifico di cucina studiato per il miglioramento della ristorazione negli ospedali. Dal 2017 gestisce anche, con la società Bulgari, quattro ristoranti a Dubai, Pechino, Shanghai e Tokyo.

## Premi e riconoscimenti
- 2007 - Stella Michelin
- 2009 - Due Stelle Michelin
- 2012 - Tre forchette guida Gambero Rosso
- 2013 - Tre cappelli guida Espresso
- 2014 - Tre Stelle Michelin Ristorante Reale, Castel di Sangro

## Opere
- Unforketable.it - La cucina italiana di Niko Romito a casa tua, Giunti Editore, 2015. ISBN 978-88-09-81360-1.
- Apparentemente semplice, con Leopoldo Gasbarro, Sperling & Kupfer Editore, 2015. ISBN 978-88-200-5772-5.